# Вашингтон Тауншип (округ Беркс, Пенсільванія)
Вашингтон Тауншип (англ. Washington Township) — селище (англ. township) в США, в окрузі Беркс штату Пенсільванія. Населення — 4443 особи (2020).

## Демографія
Згідно з переписом 2010 року, у селищі мешкало 3810 осіб у 1437 домогосподарствах у складі 1122 родин. Було 1508 помешкань
Расовий склад населення:
| - 97,9 % — білих - 0,7 % — азіатів - 0,4 % — чорних або афроамериканців |

До двох чи більше рас належало 0,4 %. Частка іспаномовних становила 1,2 % від усіх жителів.
За віковим діапазоном населення розподілялося таким чином: 22,7 % — особи молодші 18 років, 61,0 % — особи у віці 18—64 років, 16,3 % — особи у віці 65 років та старші. Медіана віку мешканця становила 44,5 року. На 100 осіб жіночої статі у селищі припадало 97,3 чоловіків;  на 100 жінок у віці від 18 років та старших — 96,4 чоловіків також старших 18 років.
Середній дохід на одне домашнє господарство  становив 79 143 долари США (медіана — 70 880), а середній дохід на одну сім'ю — 81 009 доларів (медіана — 73 239). Медіана доходів становила 59 950 доларів для чоловіків та 49 063 долари для жінок. За межею бідності перебувало 11,2 % осіб, у тому числі 23,3 % дітей у віці до 18 років та 2,0 % осіб у віці 65 років та старших.
Цивільне працевлаштоване населення становило 1934 особи. Основні галузі зайнятості: виробництво — 24,4 %, освіта, охорона здоров'я та соціальна допомога — 20,1 %, роздрібна торгівля — 14,2 %, будівництво — 9,6 %.